# فيفيان أوستين
فيفيان أوستين (بالإنجليزية: Vivian Austin)‏ هي ممثلة أمريكية، ولدت في 23 فبراير 1920 في هوليوود في الولايات المتحدة، وتوفيت في 1 أغسطس 2004.

## وصلات خارجية
- فيفيان أوستين على موقع IMDb (الإنجليزية)
- فيفيان أوستين على موقع ألو سيني (الفرنسية)
- فيفيان أوستين على موقع أول موفي (الإنجليزية)
- فيفيان أوستين على موقع قاعدة بيانات برودواي على الإنترنت (الإنجليزية)
- فيفيان أوستين على موقع قاعدة بيانات الأفلام السويدية (السويدية)
- فيفيان أوستين على موقع قاعدة بيانات الفيلم (الإنجليزية)
- فيفيان أوستين على موقع كينوبويسك (الروسية)